# Черри-стрит (Манхэттен)
Че́рри-стрит, или Вишнёвая у́лица, (англ. Cherry Street) — улица в нижнем Манхэттене (Нью-Йорк). Первоначально шла от перекрёстка Перл-стрит с Франкфорт-стрит на восток до Гранд-стрит (около 2 км). Улица названа по вишнёвому саду, располагавшемуся в этой местности в 1660-х годах и принадлежавшему в своё время Гооверту Лоокермансу, богатому голландскому торговцу, представителю амстердамской торговой фирмы Гиллис Вербрюгге и Компания в Нью-Амстердаме.

## История
В 1789 году на Черри-стрит в доме, принадлежавшем Уолтеру Франклину, жил Джордж Вашингтон. В 1820—1840-х годах на Черри-стрит родился и жил Уильям Твид. Дом на Черри-стрит, принадлежавший Сэмюэлю Леггетту, основателю компании «Консолидейтед Эдисон», стал первым домом, освещаемым газом. Газовая труба была протянута от Перл-стрит.
В 1930-е годы район Черри-стрит претерпел значительные перепланировки. В настоящее время на улице располагаются кооперативные дома, государственные социальные дома и оставшиеся старые строения южнее Манхэттенского моста.